# Эвкратид I
Эвкратид I (Евкратид I; др.-греч. Εὺκρατίδης, около 171 — 145 до н. э.) — греко-бактрийский царь, свергший династию Евтидемидов и подчинивший все их владения, включая индийские. Присвоил себе титул царя царей, вероятно потому, что ему подчинялись не только правители отдельных областей греко-бактрийского государства, но и местные царьки, существовавшие как в индийских, так и в других частях страны. Страбон, ссылаясь на Аполлодора из Артемиты, утверждал что под властью Эвкратида была тысяча городов.

## Биография
Его происхождение неизвестно. Когда Эвкратид уже стал царем, была отчеканена серия монет, на оборотную сторону которых поместили портреты мужчины и женщины зрелого возраста. Легенда реверса гласит, что они принадлежат неким Гелиоклу и Лаодике, по всей видимости, родителям царя. По мнению Тарна, Лаодика (а это имя было родовым в роду Селевкидов), изображенная в диадеме, что является признаком принадлежности к царскому дому, была дочерью Антиоха III. При этом ученый полагает, что, организация восстания Эвкратида была делом рук Селевкидов в надежде подорвать могущество Греко-Бактрии. Правда, другие исследователи, например, Толстов С. П., полагают, что на реверсе этих монет изображены сын Евкратида Гелиокл и его невеста и что эти монеты были выпущены в честь бракосочетания наследника престола. Имя же Лаодика было сравнительно широко распространено у греков, поэтому могло принадлежать и женщине из любой другой эллинистической или эллинизированной династии.
Подробности прихода Эвкратида к власти тоже остаются неизвестными. Возможно, ранее он возглавлял одну из сатрапий или же был представителем греческих колонистов. Приверженцем второй версии является Толстов С. П.
Царствование Эвкратида отмечено многочисленными внутренними и внешними конфликтами.
Юстин сообщает, что разгорелась война между Эвкратидом и царем Деметрием. Так, осажденный в крепости с небольшим отрядом Эвкратид применил тактическую хитрость и путём постоянных вылазок постепенно одолел врага. Наиболее вероятно, что главной причиной победы стало отступление Деметрия, вызванное какими-то более важными обстоятельствами, интересовавшими его.
При Эвкратиде, по свидетельству Страбона, Греко-Бактрийское царство теряет часть западных владений в районе Мерва и Герата, захваченных парфянами: Аспион и Туриву. Юстин также говорит о существовавшем соперничестве двух молодых государств, верх в котором одержали подданные Митридата I.
Отношения с Парфией были далеко не единственной внешнеполитической заботой Эвкратида. Тот же Юстин отмечает постоянные войны против согдианов, арахотов, дрангов, ареев. Бопераччи предполагает, что царь завоевал Паропамисады, Арахосию и Гандхару. В честь этого события была отчеканена знаменитая серия самых больших из известных золотых античных монет — массой около 168 г каждая.
С момента возникновения Греко-Бактрии большой проблемой были кочевники, жившие у северных границ. Вероятно, приходилось воевать и с теми племенами, которые в итоге уничтожили царство — тохары, асии, сакаравлы, пасианы.
Также Юстин упоминает поход Эвкратида в Индию. Правда, подробности его неизвестны. Это сообщение подтверждается нумизматическим материалом — монетами царя с билингвической легендой, которая была написана на греческом и индийском языке пали.
Конец жизни великого «царя царей» был плачевным. На обратном пути из Индии он был убит своим сыном и соправителем Гелиоклом (по другой версии — Платоном, на оборотной стороне монет которого изображается колесница), который надругался над трупом отца, переехав мертвое тело на колеснице1. После чего тело Эвкратида было брошено без погребения. Возможно, по мнению многих эллинов, это стало для Эвкратида справедливым наказанием за войну между греками, которую тот начал.
При потомках Эвкратида царская власть ослабевает.
1. Юстин XLI, 6.5